# Éducation en Floride

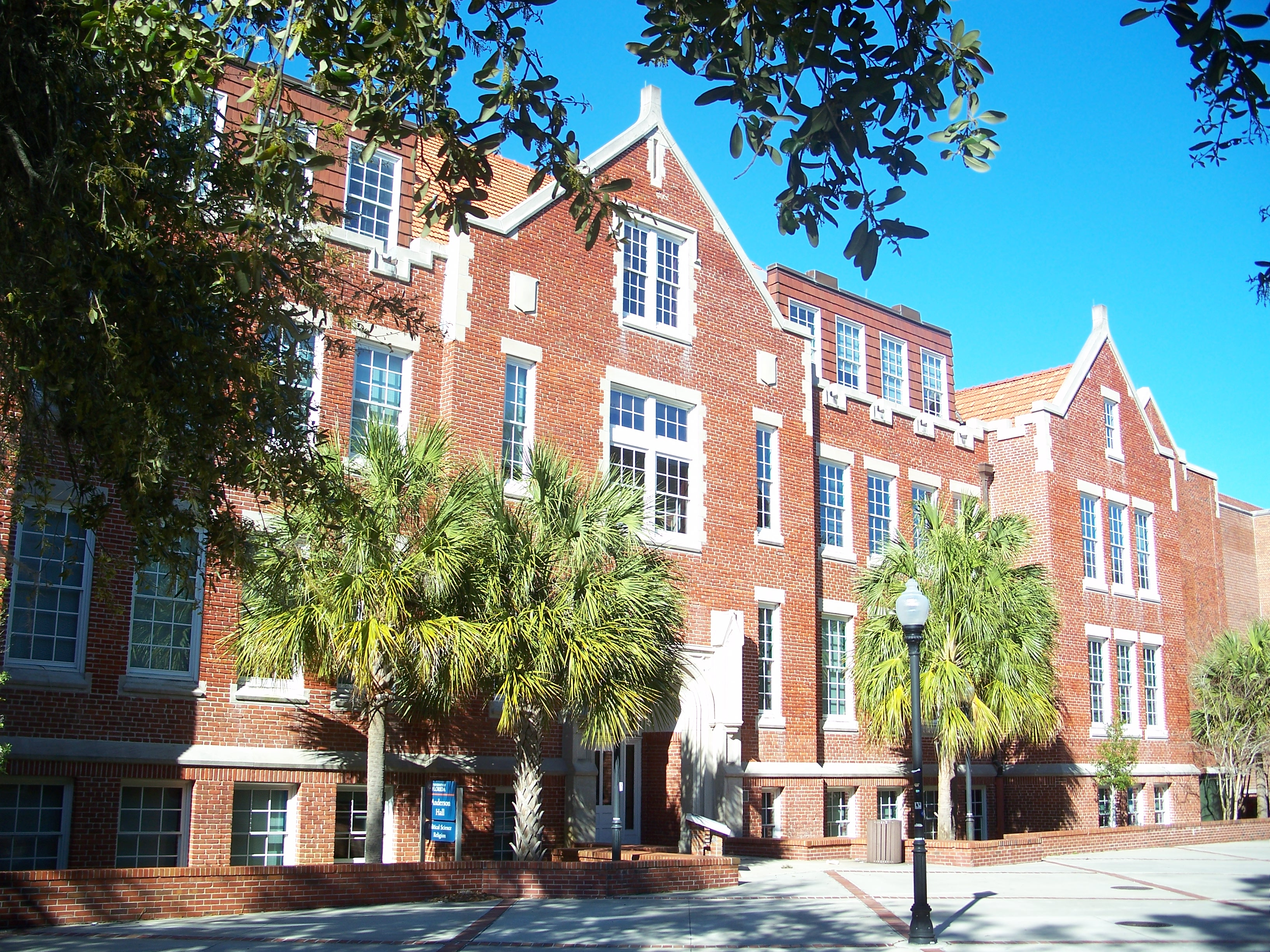
Université de Floride, Anderson Hall.

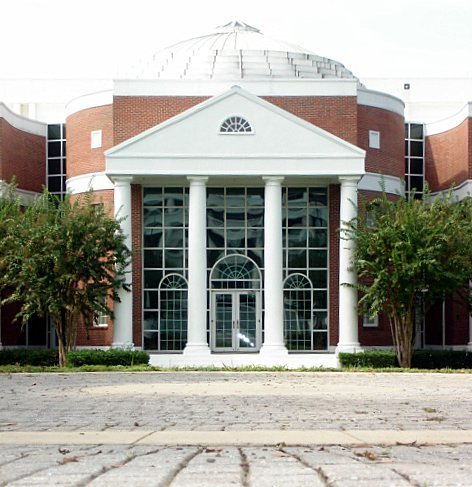
Université d'État de Floride : école de droit.

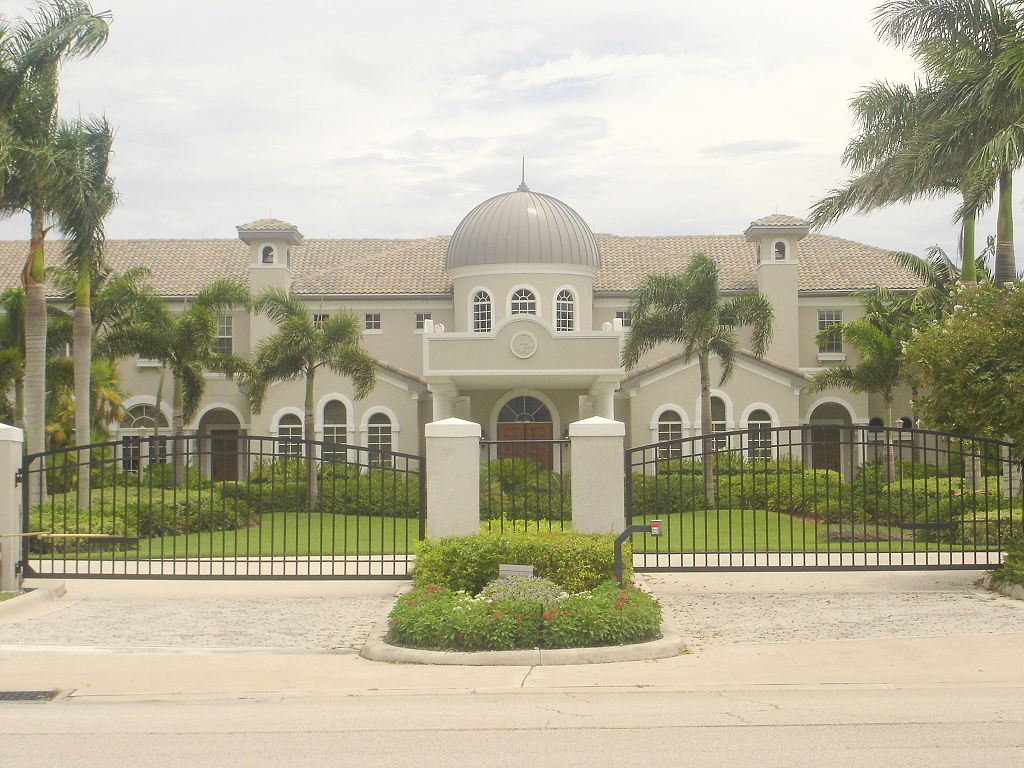
Florida Atlantic University.

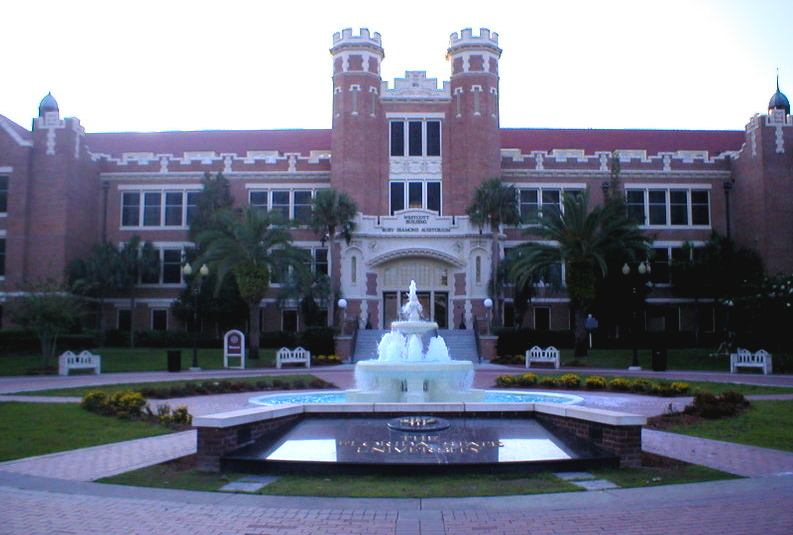
Wescott Building, université d'État de Floride.

Il existe 23 universités et colleges d’État, 28 universités et colleges indépendants, 26 community colleges, 8 écoles de droit et 4 écoles de médecine en Floride.
Les systèmes scolaires publics sont administrés par le Florida Department of Education (FLDOE). Selon la Constitution de la Floride (article IX, section 4), la Floride compte 67 districts scolaires, un par comté, qui sont indépendants des municipalités. Les districts scolaires ont la possibilité de taxer leurs résidents. La Floride possède plusieurs centaines d’écoles privées de tous types qui ne dépendent pas du FLDOE. Elles peuvent être ou ne pas être accréditées par lui et les lycéens ne passent pas forcément les tests de l’État. En 2008, environ 55 000 élèves recevaient un enseignement à domicilequi n’est contrôlé ni par le district scolaire, ni par le FLDOE. En 2007, on comptait 2 641 598 Floridiens en étude (du primaire au supérieur).
Les établissements d’enseignement supérieur les plus importants sont le Miami Dade College (167 000 étudiants), l'université de Floride (51 700), l'université du centre de la Floride (48 400), qui comptent parmi les plus grandes des États-Unis. Selon le classement académique des universités mondiales par l'université Jiao Tong de Shanghai, l'université de Floride est la meilleure de l’État : elle occupe la 58e place mondiale et la 39e place aux États-Unis (2008).
L’Independent Colleges and Universities of Florida est une association qui regroupe 28 institutions éducatives privées en Floride, totalisant plus de 121 000 étudiants en 2006.
Le campus de l'université de Floride à Gainesville s’étend sur environ 800 hectares et possède plus de 900 bâtiments. En 2007, l’ensemble des universités floridiennes disposaient de 1,6 milliard de dollars pour la recherche, financée par l’État fédéral, l’État de Floride, les industriels, le mécénat et la philanthropie. Il existe de nombreux pôles d’excellence universitaire dans les biotechnologies, les énergies renouvelables, l’optique et la science des matériaux. L'université du centre de la Floride travaille en relation avec le centre spatial Kennedy.
Liste des établissements du State University System of Florida
| Université                           | Lieu         | Date de fondation | Endowment en 2008 (millions de $) | Nombre d’étudiants | Surface du campus (ha) |
| ------------------------------------ | ------------ | ----------------- | --------------------------------- | ------------------ | ---------------------- |
| Florida A&M University               | Tallahassee  | 1887              | 119                               | 11587              | 169                    |
| Florida Atlantic University          | Boca Raton   | 1961              | 182                               | 26245              | 343                    |
| Florida Gulf Coast University        | Fort Myers   | 1991              | 39                                | 9358               | 307                    |
| Université internationale de Floride | Miami        | 1965              | 97                                | 39146              | 231                    |
| Université d'État de Floride         | Tallahassee  | 1851              | 571                               | 41065              | 563                    |
| New College of Florida               | Sarasota     | 1960              | 33                                | 785                | 58                     |
| Université du centre de la Floride   | Orlando      | 1963              | 114                               | 50254              | 572                    |
| Université de Floride                | Gainesville  | 1853              | 1250                              | 51413              | 809                    |
| Université du Nord de la Floride     | Jacksonville | 1969              | 95                                | 16406              | 526                    |
| Université du Sud de la Floride      | Tampa        | 1956              | 360                               | 46174              | 774                    |
| Université de Floride occidentale    | Pensacola    | 1963              | 61                                | 10358              | 647                    |

Liste des établissements supérieurs du Florida Community Colleges System (28 community colleges) :
| - Brevard Community College - Broward College - Central Florida Community College - Chipola College - Daytona State College - Edison State College - Florida Community College at Jacksonville - Florida Keys Community College - Gulf Coast Community College - Hillsborough Community College - Indian River State College - Lake City Community College - Lake-Sumter Community College - Nothwest Florida State College | - Manatee Community College - Miami Dade College - North Florida Community College - Palm Beach Community College - Pasco-Hernando Community College - Pensacola Junior College - Polk Community College - St. Johns River Community College - St. Petersburg College - Santa Fe College - Seminole Community College - South Florida Community College - Tallahassee Community College - Valencia Community College |

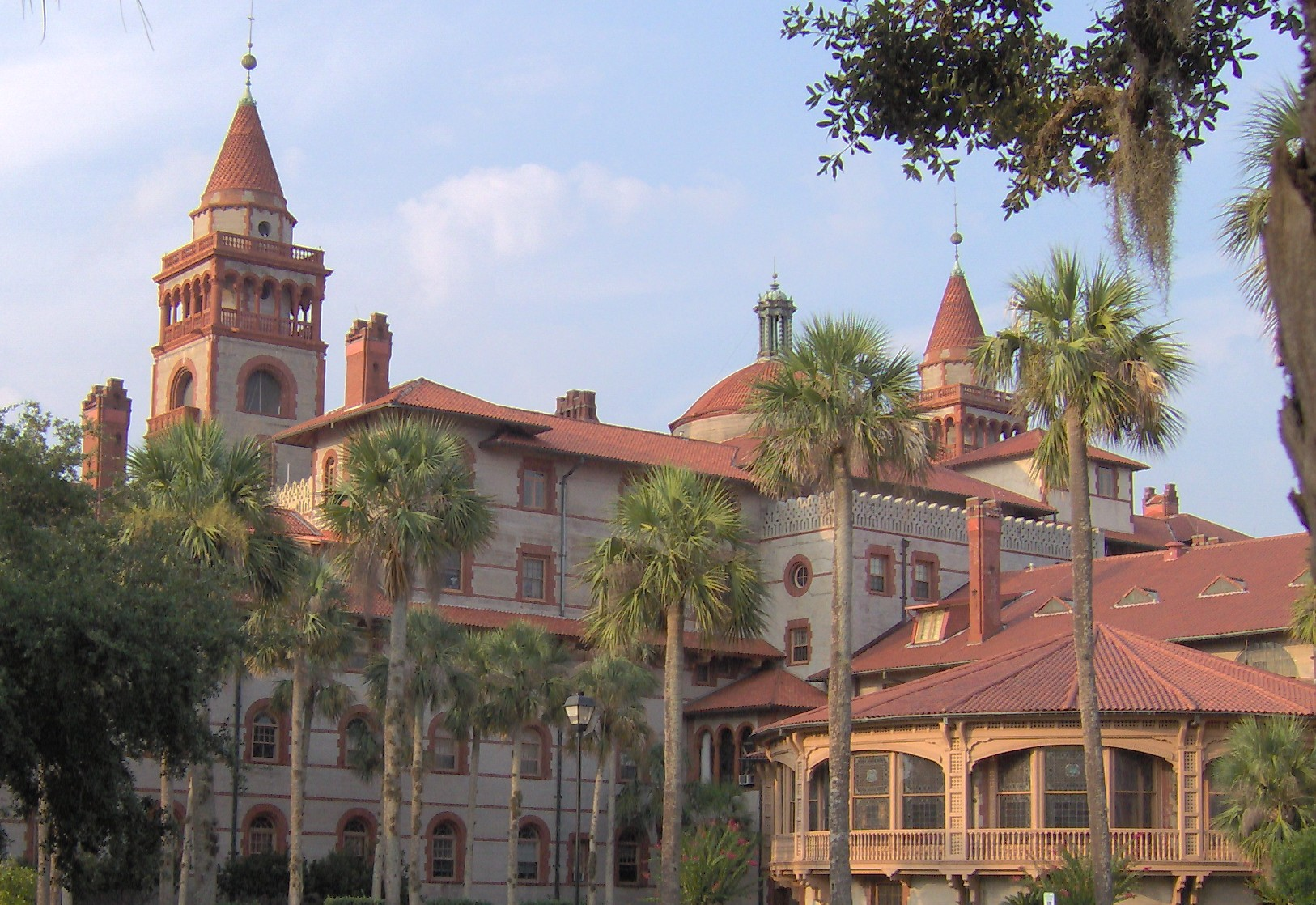
Flagler college

Liste des universités privées affiliées à l'Independent Colleges and Universities of Florida
| - Barry University - Beacon College - Bethune-Cookman University - Clearwater Christian College - Eckerd College - Edward Waters College - Embry-Riddle Aeronautical University - Flagler College - Florida College - Florida Hospital College of Health Science - Florida Memorial University - Florida Southern College - Hodges University | - Institut technologique de Floride - Université de Jacksonville - Université Lynn - Nova Southeastern University - Palm Beach Atlantic University - Ringling College of Art and Design - Rollins College - Saint Leo University - Saint Thomas University - Southeastern University - Stetson University - Université de Miami - Université de Tampa - Warner University - Webber International University |

20 collèges et universités privées ne sont pas affiliés à l'ICUF : 
| - Université Ave Maria - Baptist College of Florida - Boca Raton Arts College - Carlos Albizu University - Everest University - Everglades University - Florida Christian College - Fort Lauderdale Institute of Art - Université Full Sail - Hobe Sound College | - Johnson and Wales University - Jones College - Miami International University - Université Northwood - Orlando Culinary Academy - Pensacola Christian College - Rasmussen College - Saint John's College - Schiller International University - Trinity College |